# Шелковистый виндхаунд
Шелковистый виндхаунд (англ. silken windhound) — порода собак, выведенная в Соединённых Штатах Америки, относится к группе борзых.
Порода признана рядом кинологических федераций — UKC, ISWS, RI, IABCA, KCS, APRI, DRA.
В Международной кинологической федерации (FCI) порода пока не получила признания, но такая работа ведётся и на данный момент порода находится в процессе признания в МКФ, куда уже поданы соответствующие документы.

## История породы
Порода была выведена в 1987 году американской заводчицей Френси Стал. Шелковистый виндхаунд получен при скрещивании длинношёрстого уиппета и русской псовой борзой. Изначально порода называлась Silken Windsprites в честь названия питомника мистера Уолтера Вилера, основоположника породы длинношёрстных уиппетов. Первый клуб породы сформирован в 1999 году. Кое-где это название используется и сейчас.
В 2000 году был сформирован породный тип этих собак и прекращено использование межпородных вязок с собаками материнских пород. В этом же году была составлена первая племенная книга.
Действующий стандарт написан международной организацией любителей шелковистых виндхаундов в марте 2001 года. Долгое время эта порода собак была признана и разводилась только у себя на родине в Америке. Полноценное признание в Европе эти собаки получили в начале 2015 года, когда породу признала Немецкая кинологическая федерация (VDH).
На данный момент шелковистых виндхаундов разводят в США, Канаде, Африке и Европе.
Шелковистый виндхаунд имеет право участвовать на выставках собак редких пород Rarities, IABCA и NCA как член группы охотничьих собак. Шелковистый виндхаунд признан словенским кинологическим клубом, который в свою очередь является членом FCI, им же и поданы документы на международно признание этой породы. В словенском реестре пород виндхаунд записан в группу охотничьих собак. Также виндхаунды допущены к участию в беговых соревнованиях в США.

## Внешний вид
Взрослый шелковистый виндхаунд вырастает до 47—60 см в холке. Рост может варьироваться, и такие вариации вполне допустимы при оценке собаки на выставках. Кобели крупнее сук и весят примерно 15—25 кг, в то время как вес сук достигает 10—20 кг.
Виндхаунд является собакой среднего размера, имеет сухое телосложение, производит впечатление изящного и лёгкого животного. В движении собаки этой породы двигаются легко и пружинисто, причём данная особенность их движения была одним из критериев при формировании породы.
Морда у этих собак длинная, узкая, заострённая. Имеет типичный для европейских борзых силуэт с плавным, но хорошо выраженным переходом от лба к морде. Мочка носа большая, хорошо выраженная, может быть только чёрного цвета. Глаза большие, миндалевидные или раскосые, тёмного цвета. Веки плотно прилегают, имеют чёрный или очень тёмный коричневый окрас. Уши полувисячие, небольшие, посажены низко и сильно отведены к затылку. Когда собака возбуждена, они могут вставать на хрящах или целиком.
Шея умеренной длины, гармоничная, высоко посаженная. Её силуэт и расположение придаёт собаке горделивый вид. Холка плавная, хорошо развитая.
Передние конечности прямые, близко поставлены друг к другу. Суставы не сильно выражены. Задние конечности заметно вынесены назад, имеют длинное мускулистое бедро, скакательный сустав на них посажен низко.
Лапы плотно собраны, с хорошо выраженными подушечками чёрного цвета.
Корпус растянутого формата, с глубокой и узкой грудной клеткой. Спина сильная, образует плавную дугу, мускулистая. Живот подтянутый, переход от грудной клетки к животу плавный.
Хвост длинный, низко посаженный, образует плавный изгиб.
Шерсть виндхаундов имеет два типа — более короткую и более длинную. В обоих случаях наличествует украшающий волос, но его длина различается. Среднешёрстный тип имеет очень короткую шерсть на спине и морде, украшающий волос на шее и лапах присутствует в небольшом количестве, наиболее развит он на бёдрах и хвосте. У длинношёрстного типа шёрстный покров похож на шерсть русской псовой борзой, которая является одной из материнских пород для виндхаундов. На спине и боках шерсть довольно длинная и волнистая, но плотно прилегает, а на шее, ушах и лапах образует выраженный подвес.
Для обоих типов характерна мягкость и шелковистость шерсти, у них отсутствует выраженный подшёрсткок.
Окрас шерсти у обоих типов может быть любой.

## Характер
Характер собак этой породы отличается мягкостью, дружелюбием, активностью и высокой для борзых человекоориентированностью. Виндхаунд, несмотря на свою принадлежность к борзым собакам, выводился прежде всего как собака-компаньон, поэтому он отличается уживчивым нравом, что позволяет этим собакам хорошо ладить как с представителями своего вида, так и с животными других видов.
Собаки этой породы хорошо обучаемы, азартны, с удовольствием участвуют в различном взаимодействии с человеком и обладают высоким уровнем терпения к семье хозяев, что делает этих собак в равной степени хорошо подходящими как семьям с детьми, так и одиноким людям, которые хотят завести высококонтактную собаку, готовую к активному совместному времяпрепровождению.
Виндхаунды плохо переносят одиночество, поэтому им необходим либо длительный регулярный контакт с хозяином, либо эти собаки не должны жить в качестве единственного животного в доме, чтобы в отсутствие людей у них была компания из других животных.
У этих собак практически полностью отсутствует агрессия, что делает их непригодными для сторожевой и охранной работы. Отсутствует агрессия у них и к зверю, несмотря на азарт и готовность к преследованию убегающей добычи. Это, с одной стороны, делает их удобными для домашнего содержания, в том числе с другими видами животных (кошки, хорьки, кролики и др.), а с другой стороны приводит к тому, что при использовании в практической охоте эти собаки не особенно эффективны. А вот в спортивной охоте и охотничьих соревнованиях для собак виндхаунды могут демонстрировать высокие результаты.

## Содержание и уход
Собаки этой породы не имеют выявленных наследственных породных заболеваний, но, как и многие борзые, имеют повышенный риск развития аллергий. Во время взросления щенка важно не допускать чрезмерных нагрузок на опорно-двигательный аппарат, который в юном возрасте особенно уязвим.
Специального ухода эти собаки не требуют, достаточно по необходимости вычёсывать их (как правило, это нужно делать один-два раза в неделю), препятствуя образованию колтунов на мягкой шерсти.
Во время выгула этим собакам требуются довольно высокие нагрузки, причём как физические, так и умственные. Гуляя с виндхаундом, стоит время от времени давать ему различные команды и добиваться их исполнения, также на выгуле необходимо обеспечить им возможность достаточно продолжительного бега.

## Применение
Шелковистые виндхаунды активно используются в различных видах спорта с собаками и танцев с собаками. Выведенные как собака-компаньон, они могут содержаться и в качестве просто домашнего питомца.
Для практической охоты виндхаунды применяются крайне редко.